# Planodema albopicta
Planodema albopicta är en skalbaggsart som först beskrevs av Hintz 1919.  Planodema albopicta ingår i släktet Planodema och familjen långhorningar.
Artens utbredningsområde är Gabon. Inga underarter finns listade i Catalogue of Life.